# Clémentine de Calabre
La Clémentine de Calabre (Clementine di Calabria) est une IGP de clémentines. La zone de production couvre 61 communes de Calabre littorale.

## Histoire
La clémentine a été isolée à Misserghin (près d'Oran) à la fin du XIXe siècle. Sa culture a gagné l'Espagne, le Maroc, la Tunisie, puis s'est répandue en Calabre entre 1930 et 1950. Le climat littoral méditerranéen y est favorable en culture irriguée, les sols de texture moyenne avec une teneur en argile inférieure à 60 % sont propices à la culture des agrumes.
Une étude méthodique (2012) a montré la spécificité des clémentines calabraises comparées aux algériennes, tunisiennes et espagnoles.

## L'IGP
L'enregistrement de l'IGP est publié au JOUE du 25 novembre 1997 (Règlement CE n°.2325/97). Enregistrement dans la liste internationale des Appellations d'Origine le 23 octobre 2014 sous le nom Clémentines de Calabre (au pluriel).
L'organisme de regroupement des producteurs et transformateurs est le Consorzio di Tutela Clementine di Calabria IGP à Corigliano Calabro.
Le cahier des charges défini les normes de culture, de récolte et le calibrage des fruits.

### Délimitation

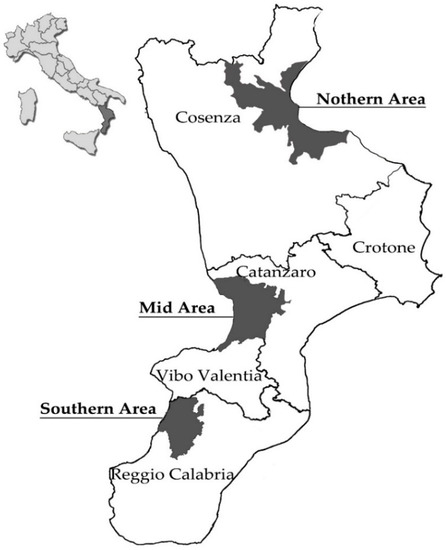
Zone de production de la Clémentine de Calabre IGP

La zone de production couvre les 5 provinces de la Calabre : 
- Province de Cosenza: Calopezzati, Cariati, Cassano all'Ionio, Castrovillari, Corigliano Calabro, Crosia, Francavilla Marittima, Rossano, San Lorenzo del Vallo, Spezzano Albanese, Terranova da Sibari, Trebisacce, Saracena, San Demetrio Corone, San Giorgio Albanese, Vaccarizzo Albanese.
- Province de Reggio de Calabre: Ardore, Benestare, Bianco, Bovalino, Brancaleone, Casignana, Caulonia, Ferruzzano, Locri, Marina di Gioiosa Jonica, Monasterace, Portigliola, Roccella Ionica; Sant'Ilario dello Ionio, Siderno, Rizziconi, Gioia Tauro, Palmi, Rosarno, S.Ferdinando.
- Province de Catanzaro: Borgia, Botricello, Curinga, Lamezia Terme, Maida Montauro, Montepaone, San Floro, San Pietro a Maida, Sant'Andrea Apostolo dello Ionio, Sellia Marina, Simeri Crichi, Soverato, Squillace, Catanzaro.
- Province de Vibo Valentia: Briatico, Francavilla Angitola, Limbadi, Nicotera, Pizzo.
- Province de Crotone: Cirò Marina, Crucoli Torretta, Rocca di Neto.

### Variétés admises
Les variétés admises sont des classiques  'SRA 63', 'Spinoso' (obtention italienne 1997), 'Fedele', 'Comune', 'Tardivo', 'Hernandina', 'Marisol' et 'de Nules'.

### Production - Changement climatique

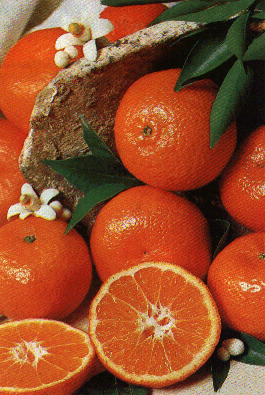
cultivar 'de Nules'

La Calabre produit 66 % des clémentines italiennes, en 2024 le Consortium compte 150 membresqui cultivent un verger de 980 ha. La production est de l'ordre de 10 000 t (le potentiel est estimé à  250 000 t avec une récolte d'octobre à février, d'où la recherche d'allonger le calendrier de récolte avec de nouveaux cultivars), une source donne une surface moyenne du verger  par producteur de 2 ha. ce qui est très faible.
En 2017, le Consortium pour la protection des Clémentines de Calabre IGP publie un communiqué sur «Les dégâts causés par l'extraordinaire sécheresse qui auront des répercussions sur plusieurs années», la fin des pluies d'automne et la chaleur prolongée de l'été augmentent le besoin en eau alors que les réserves diminuent. En 2019, une étude sur l'irrigation en Calabre indique que les secteurs les plus intéressés par l'irrigation sont l'horticulture et les fruitiers dont les agrumes prédominants oranges et clémentines représentent  80 % des cultures irriguées. Depuis lors la chaleur de l'été va croissante provoquant une destruction physique des fruits et des dégâts considérables. En 2024 le débit des aquifères a réduit et les réservoirs siciliens sont secs, dès juin les horticulteurs prévoient la chute des fruits. 
Les producteurs sont attentifs à leur modèle énergétique et économique. Ils ont publié en 2018 un dossier: La durabilité peut-elle correspondre à une production d’agrumes de qualité ? selon lequel la production en label bio serait moins énergivore que la production conventionnelle.

## Utilisation
Les clémentines de Calabre se mangent nature, bien mûres, en dessert.
On en fait aussi des jus, des préparations sucrées, sirops, liqueurs (Liquore di clementine), confitures, gâteaux, crème glacée (mousse à la clémentine et à la ricotta) et salées (tagliolini aux courgettes et Clémentine).